# 汤爱军
汤爱军（1950年4月—），男，内蒙古突泉县人，中华人民共和国政治人物。大学普通班文化程度。第十一届全国人民代表大会内蒙古地区代表。

## 生平
毕业于吉林工业大学机械制造工业与设备专业。1970年11月参加工作。1972年10月加入中国共产党。2002年3月到2005年3月担任呼伦贝尔市人民政府市长、市委副书记；2005年4月至2010年4月担任内蒙古呼和浩特市人民政府市长、市委副书记。2008年起担任全国人大代表。2014年8月16日，中共内蒙古自治区纪律检查委员会表示，汤爱军涉嫌严重违纪违法问题，目前正在接受组织调查。